# Thú lông nhím mỏ ngắn
Thú lông nhím mỏ ngắn (Tachyglossus aculeatus), là một trong bốn loài thú lông nhím còn sinh tồn và là thành viên duy nhất của chi Tachyglossus. Thú lông nhím mỏ ngắn được bao phủ bởi lớp lông cứng và gai nhọn, chúng có một cái mõm và cái lưỡi chuyên biệt để sử dụng bắt mồi với tốc độ tuyệt vời. Cũng giống như các loài động vật đơn huyệt khác còn tồn tại, thú lông nhím mỏ ngắn cũng là loài đẻ trứng.
Thú lông nhím mỏ ngắn có chi trước và móng vuốt cực kỳ mạnh mẽ, cho phép nó đào hang một cách nhanh chóng. Để có thể tồn tại, chúng đào những cái hang sâu dưới lòng đất. Nó có khả năng chịu đựng tốt trong môi trường có mức độ cao khí carbon dioxide và mức độ thấp oxy. Nó không có vũ khí hay khả năng chiến đấu, trước những kẻ săn mồi, chúng tự vệ bằng cách uốn cong cơ thể thành một quả cầu gai khiến cho bất cứ kẻ săn mồi nào cũng phải dè chừng. Thú lông nhím không có khả năng tiết mồ hôi và là động vật thân nhiệt kém, do đó, nó có xu hướng tránh hoạt động vào ban ngày trong thời tiết nắng nóng, và nó có thể bơi nếu cần thiết. Mõm của chúng giúp phát hiện những gì xung quanh đó.
Trong suốt mùa đông, nó đưa cơ thể vào trạng thái hôn mê sâu và ngủ đông để tiết kiệm năng lượng và giảm sự trao đổi chất. Thú lông nhím cái chỉ đẻ một quả trứng mỗi năm, và thời kỳ phối giống là thời gian duy nhất trong năm chúng gặp nhau, sau đó cả con đực và con cái không có liên hệ nào nữa. Con non mới đẻ có kích thước bằng một quả nho, nhưng phát triển nhanh chóng nhờ vào nguồn sữa giàu chất dinh dưỡng của mẹ chúng. Chúng phát triển trong túi của mẹ chúng và sau khoảng 6 tháng, chúng rời khỏi hang bắt đầu cuộc sống tự lập và cũng không còn mối liên hệ nào với mẹ của chúng nữa.
Loài này được tìm thấy trên khắp lục địa Úc và vùng ven biển, núi cao ở Tây nam New Guinea, nơi mà nó được biết đến với tên gọi là mungwe trong ngôn ngữ Daribi và Chimbu. Nó không bị đe dọa tuyệt chủng, nhưng những hoạt động của con người như săn bắn, phá hủy môi trường sống, cùng với việc di cư của các loài động vật gây hại và ký sinh trùng, đã làm giảm việc phân phối thú lông nhím mỏ ngắn tại Úc. Nỗ lực gây giống thú lông nhím trong điều kiện nuôi nhốt đã không thành công, khi không có con nào đạt đến độ trưởng thành. Tuy nhiên, thú lông nhím có thể tồn tại bởi nguồn thức ăn của chúng chỉ là kiến và mối, và nó có thể tồn tại trong môi trường bị hạn chế các nguồn tài nguyên.

## Phân loại
Thú lông nhím mỏ ngắn lần đầu tiên được mô tả bởi George Shaw vào năm 1792. Ông đặt tên chúng là Myrmecophaga aculeata, vì nghĩ rằng nó có thể được liên quan đến thú ăn kiến ở Nam Mỹ. Kể từ khi Shaw lần đầu tiên mô tả loài này, tên của nó đã trải qua bốn phiên bản là: M. Hystrix Ornithorhynchus, Echidna Hystrix, Echidna aculeata và cuối cùng là Tachyglossus aculeatus. Tên Tachyglossus có nghĩa là "lưỡi nhanh", bởi tốc độ mà thú lông nhím sử dụng lưỡi của chúng để bắt con mồi, và aculeatus có nghĩa là "gai" hay "trang bị gai".
Các thú lông nhím mỏ ngắn là các thành viên duy nhất của chi . Chúng cùng với các loài thú lông nhím mỏ dài thuộc chi Zaglossus còn tồn tại là những thú lông nhím duy nhất ở New Guinea. Trong đó các loài thú lông nhím mỏ dài có số lượng đáng kể hơn so với thú lông nhím mỏ ngắn, và chế độ ăn của chúng bao gồm cả sâu và ấu trùng chứ không phải chỉ có kiến và mối  Các loài thú lông nhím mỏ ngắn là các động vật có vú đẻ trứng, cùng với thú mỏ vịt là các động vật đơn huyệt còn tồn tại trên thế giới.
Năm phân loài thú lông nhím mỏ ngắn được tìm thấy tại các vùng địa lý khác nhau. Các phân loài khác nhau chiều dài và chiều rộng cột sống, kích thước của móng vuốt chi sau
- T. a. acanthion được tìm thấy trong Northern Territory và Western Australia.
- T. a. aculeatus được tìm thấy ở Queensland, New South Wales, Nam Úc và Victoria.[10]
- T. a. lawesii được tìm thấy ở các vùng ven biển và cao nguyên New Guinea, và có thể là ở cả vùng rừng nhiệt đới Đông Bắc Queensland.[11]
- T. a. multiaculeatus được tìm thấy trên đảo Kangaroo.
- T. a. setosus được tìm thấy tại Tasmania và một số đảo ở eo biển Bass.[10]

Hóa thạch đầu tiên của thú lông nhím mỏ ngắn cách đây khoảng 15 triệu năm trước, thời Đại Pleistocene, và mẫu vật lâu đời nhất được tìm thấy trong các hang động ở Nam Úc, được tìm thấy cùng với các hóa thạch của thú lông nhím mỏ dài. Thú lông nhím mỏ ngắn thời tiền sử được coi là giống hệt với hậu duệ hiện đại của chúng ngoại trừ chúng có kích thước nhỏ hơn khoảng 10%.

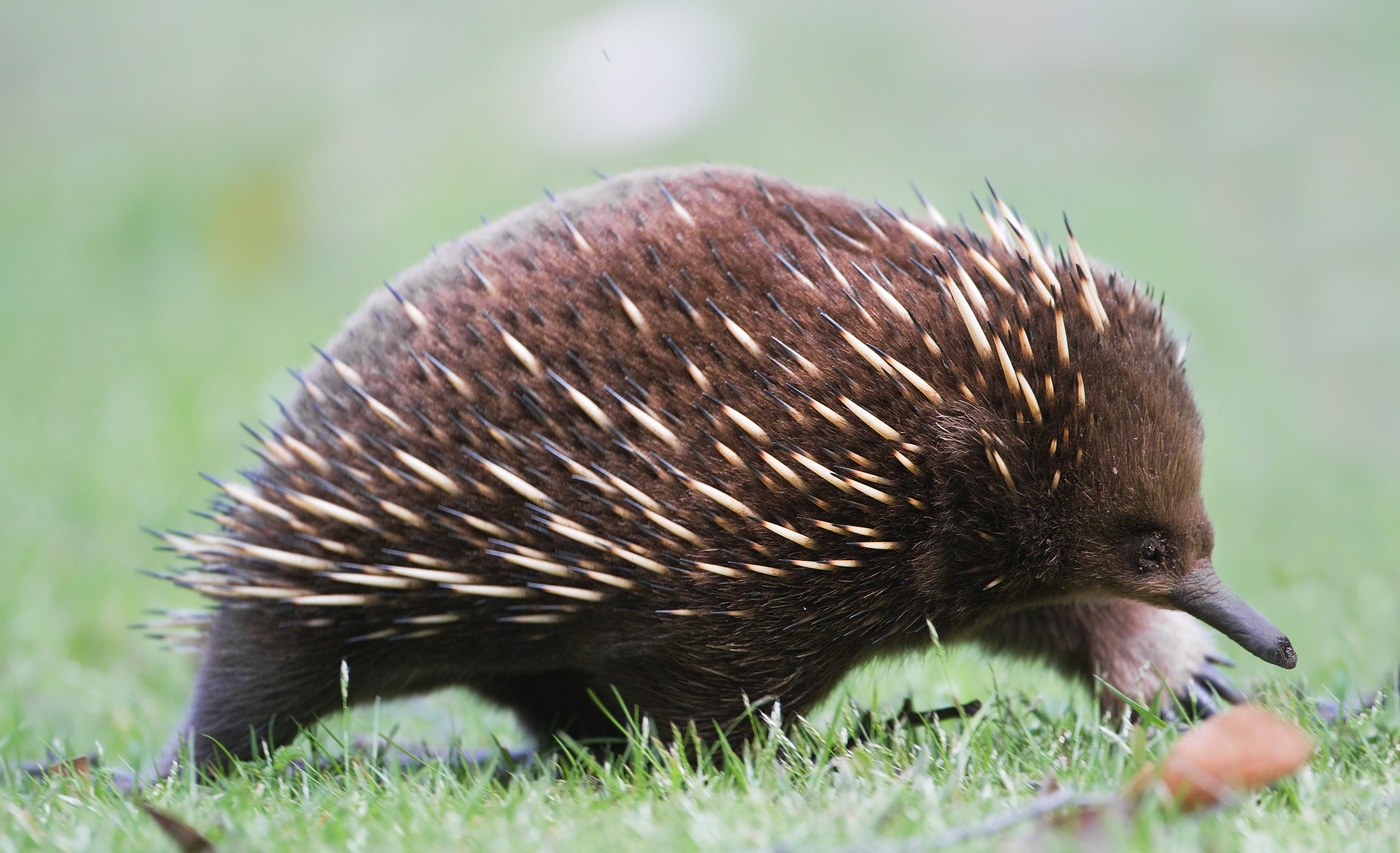
Một con thú lông nhím mỏ ngắn T. a. setosus tại Vườn quốc gia Mount Field, Tasmania

Thú lông nhím mỏ ngắn thường được gọi là thú ăn kiến gai trong các tài liệu cũ, mặc dù thuật ngữ này bị bỏ từ khi thú lông nhím đã được chứng minh là không liên quan đến các thú ăn kiến. Trong ngôn ngữ bản địa, nó mang rất nhiều tên gọi khác nhau. Những người Noongar ở Western Australia gọi nó là nyingarn. Phía tây nam của Trung tâm Úc, Alice Springs, ngôn ngữ Pitjantjatjara gọi là tjilkamata hoặc tjirili, từ tjiri có thể bắt nguồn từ tên loại cỏ Triodia (Triodia irritans) hoặc cũng có nghĩa là "chậm chạp". Trung tâm bán đảo Cape York, nó được gọi là (minha) kekoywa ở Pakanh, minha là một ý nghĩa là "thịt" hoặc "động vật", (inh-) ekorak ở UW Oykangand và (inh-) egorag ở UW Olkola, inh có ý nghĩa như là một loại "thịt" hoặc "động vật". Ở các vùng cao nguyên phía Tây nam New Guinea, nó được biết đến như là mungwe trong ngôn ngữ Daribi và Chimbu.

## Mô tả

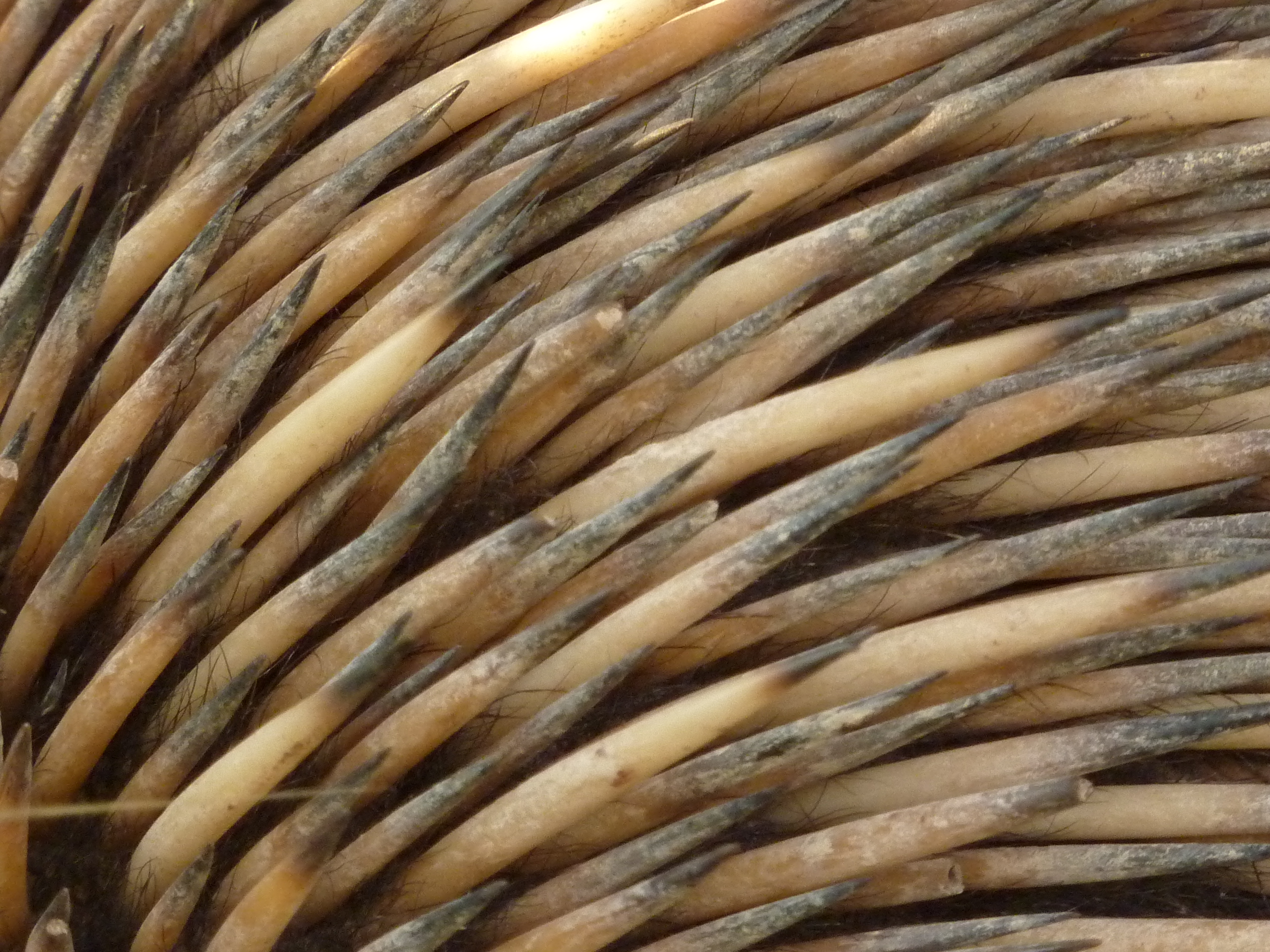
Gai và lông của một thú lông nhím mỏ ngắn

Thú lông nhím mỏ ngắn thường là có chiều dài từ 30 – 45 cm (12 – 18 ft), cân nặng từ 2 – 5 kg (4,4 - 11 lb). Tuy nhiên, phân loài ở Tasmania là T. a. setosus nhỏ hơn so với các phân loài khác ở lục địa Úc. Lỗ tai nằm ở hai bên đầu. Đôi mắt nhỏ với đường kính chỉ khoảng 9 mm (0,4 in) và nằm gần mõm hình nêm.. Hai lỗ mũi và miệng ở xa so với phần mõm; Lỗ tai ở cả hai bên đầu, miệng chúng không thể mở rộng quá 5 mm (0,2 in). Cơ thể của chúng nói chung là ngắn, với phần dưới của khuôn mặt và chân là không có gai, còn lại được bao phủ bởi các gai và lông nhọn có màu kem. Các gai nhọn này phát triển từ cột sống có thể dài đến 50 mm (2 in)  chủ yếu làm bằng chất sừng. Giữa các xương đốt sống có lớp lông giữa cách điện màu mật ong hay màu đỏ nâu sẫm và thậm chí màu đen. Đuôi của thú lông nhím ngắn cũng được bao phủ lớp lông.
Các chi của thú lông nhím mỏ ngắn được điều chỉnh phù hợp để đào nhanh chóng, tuy ngắn nhưng lại có những móng vuốt vô cùng mạnh mẽ.. Vì thế, chúng có thể di chuyển những khối đá lớn hơn nhiều so với cơ thể, một con thú lông nhím đã được ghi lại việc di chuyển một khối đá nặng 13,5 -kg (30 lb). Sức mạnh các chi dựa trên hệ thống cơ mạnh mẽ, đặc biệt là xung quanh khu vực vai và thân. Lợi thế cơ học chi trước của nó so với kích thước thì lớn hơn cả con người,.
Móng vuốt chi sau dài và cong ngược trở lại, cho phép nó làm sạch và chải chuốt cơ thể gai góc. Giống như loài thú mỏ vịt, thú lông nhím có nhiệt độ cơ thể thấp, giữa 30 và 32 °C (86 và 90 °F), nhưng không giống như loài thú mỏ vịt không có tình trạng hôn mê ngủ đông, nhiệt độ cơ thể của thú lông nhím có thể rơi xuống thấp nhất là 5 °C (41 °F). Các loài thú lông nhím cũng không tiết mồ hôi , vì thế chúng thường phải tìm kiếm nơi trú ẩn trong điều kiện nắng nóng. Mặc dù không có khả năng đổ mồ hôi, thú lông nhím lại còn chịu mất nước mỗi lần thở ra. Mõm được cho là rất quan trọng trong việc hạn chế sự mất nước này, thông qua một mê cung xương có một hệ thống làm đông hiệu quả và giúp ngưng tụ hơi nước khi thở. thú lông nhím mất nước một nửa mỗi ngày, khoảng 120 g (4.2 oz) thông qua nước tiểu, trong khi phần còn lại là thông qua da và hệ thống hô hấp.. Hầu hết lượng nước thiếu hụt được bổ sung trong quá trình ăn, theo nghiên cứu thí nghiệm thú lông nhím sẽ ăn khoảng 147 g mỗi ngày (5,2 oz), hầu hết trong số đó là nước. Chúng bổ sung bằng cách uống nước (nếu có), hoặc liếm sương buổi sáng đọng lại trên các cây cỏ.
Từ mùa thu đến hết mùa đông là thời gian thú lông nhím mỏ ngắn ngủ mê hoặc ngủ đông sâu. Bởi vì nhiệt độ cơ thể thấp, nó sẽ trở nên chậm chạp trong thời tiết rất nóng nực hoặc quá lạnh.
Giống như tất cả các động vật đơn huyệt khác, nó cũng có một lỗ huyệt để bài tiết phân, nước tiểu và sinh sản. Con đực có tinh hoàn ở bên trong, bên ngoài không có bìu và dương vật bất thường với bốn nút bấm trên đầu  Các con cái mang thai phát triển một túi ở mặt dưới bụng của nó, nơi những con con của chúng được bú sữa và bảo vệ.

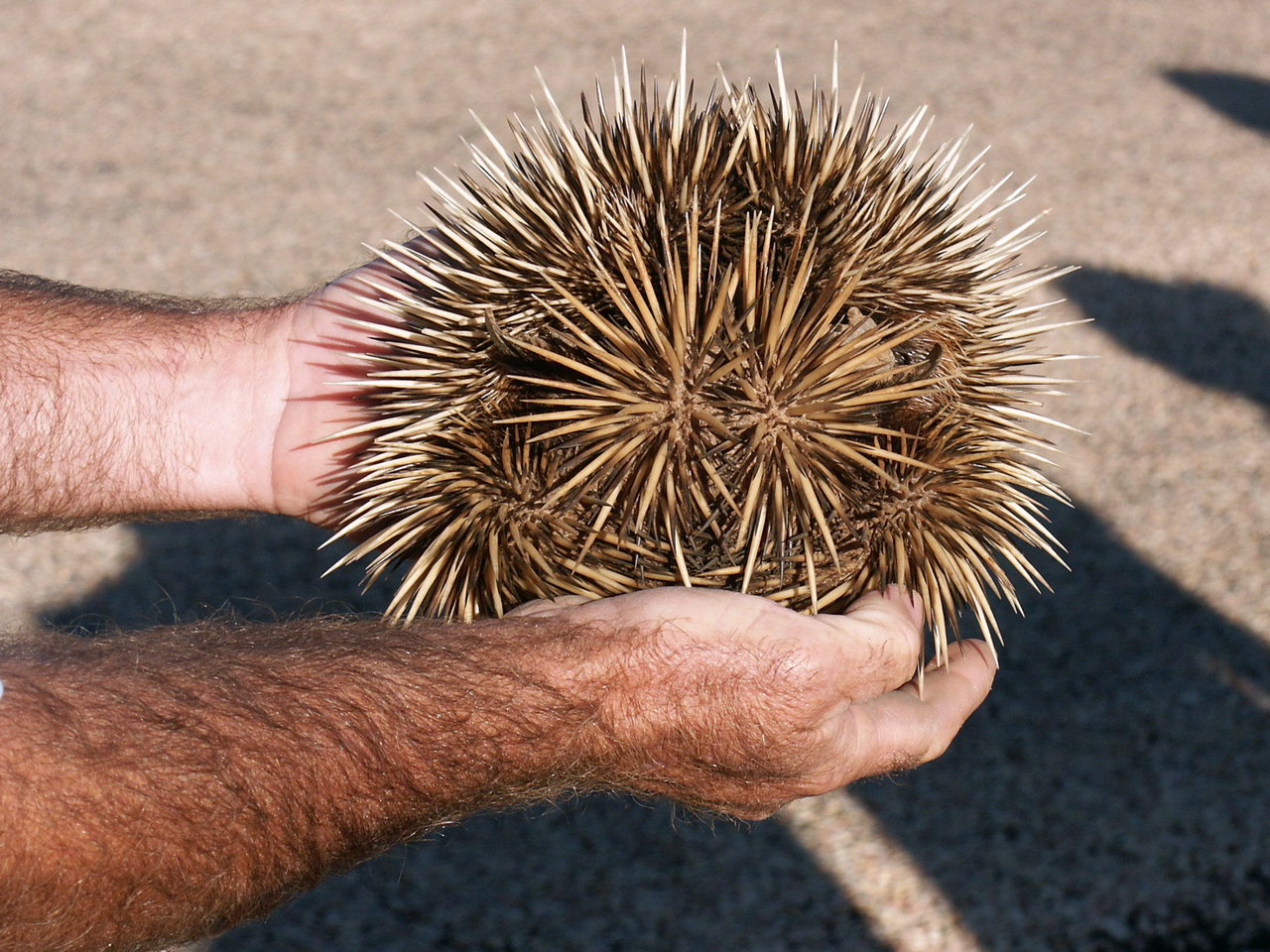
Thú lông nhím mỏ ngắn cuộn tròn thành một quả bóng gai góc

Các hệ thống cơ của thú lông nhím mỏ ngắn có một số điều khác thường. Chúng có lớp cơ dưới da bao trùm toàn bộ cơ thể, Carnosus panniculus. Co thắt của các bộ phận khác nhau của các carnosus panniculus khiến cho thú lông nhím mỏ ngắn có thể thay đổi hình dạng, đặc trưng nhất chính là việc nó cuộn tròn thành một quả bóng khi bị đe dọa. Nó có dây cột sống được xem là ngắn nhất trong các loài động vật có vú, dài không quá ngực. Trong khi tủy sống của con người kết thúc ở thắt lưng đầu tiên hoặc thứ hai nhưng thú lông nhím lại kết thúc ở đốt sống ngực thứ 7. Dây cột sống ngắn cho phép thú lông nhím mỏ ngắn linh hoạt để quấn thành một quả bóng.
Các hệ thống cơ mặt, hàm và lưỡi chuyên biệt. Lưỡi của chúng có vai trò duy nhất là bắt mồi, và có thể nhô ra phía ngoài khoảng 180 mm. Mõm có hình dạng giống như một cái nêm, mang lại cho nó một lợi thế đáng kể trong việc đào bới bắt những con mồi chui trong đất hay để đào một cái hang. Lưỡi của chúng có chất kết dính vì có sự hiện diện của glycoprotein, giúp bôi trơn cho việc vận động của lưỡi, để chúng bắt kiến và mối được dễ dàng. Lưỡi nhô ra sẽ cứng lại bởi dòng chảy nhanh trong máu, cho phép nó thâm nhập được vào gỗ và đất. Khi rút lại đòi hỏi phải có sự co lại của hai cơ nội bộ theo chiều dọc, được biết đến như sternoglossi. Khi lưỡi được rút lại, con mồi sẽ rơi vào khoang miệng để nghiền và xay thức ăn. Lưỡi của thú lông nhím mỏ ngắn di chuyển với tốc độ lớn với khoảng 100 lần ra vào mỗi một phút. Điều này đạt được thông qua một phần tính đàn hồi của lưỡi và chuyển đổi năng lượng đàn hồi thành năng lượng động lực. Lưỡi chúng rất linh hoạt, đặc biệt là lúc rụt lại, cho phép nó uốn cong đầu lưỡi không cho con mồi chạy thoát.. Ngoài ra, lưỡi của chúng cũng có khả năng để tránh các mảnh vỡ trong khi tìm kiếm thức ăn. Nó ăn một cách nhanh chóng, một con thú lông nhím khoảng 3 kg (6,6 lb) có thể ăn 200 g mối (7,1 oz) trong 10 phút.
Dạ dày của thú lông nhím là khá khác biệt so với các loài động vật có vú khác. Dạ dày có tính đàn hồi cao, không có các tuyến tiết vì đã có biểu mô phân tầng, giống như da sừng. Không giống như động vật có vú khác, dạ dày thường có tính acid cao, thú lông nhím có mức độ axit thấp, gần như trung tính, với độ pH trong khoảng 6,2-7,4.. Tiêu hóa xảy ra tại ruột non có chiều dài khoảng 3,4 m (11 ft). Phần cứng của côn trùng và đất không được tiêu hóa, do đó, được thải ra qua lỗ huyệt.

## Văn hóa
Nhân vật thú lông nhím Knuckles (Knuckles the Echidna) xuất hiện trong loạt series video game Sonic the Hedgehog và phim hoạt hình điện ảnh Sonic the Hedgehog 2